# Marosi Izidor
Marosi Izidor (Újkécske, 1916. március 27. – Budapest, 2003. november 14.) római katolikus pap, váci segéd-, majd megyés püspök.

## Pályafutása
Marosi Ignác földműves és Vámos Mária gyermeke. Középiskolai tanulmányait a szolnoki Verseghy Ferenc Gimnáziumban, majd a Váci Piarista Gimnáziumban végezte. 1936–1937-ben a római Gregoriana Pápai Egyetemen filozófiát, 1937–1941-ben Vácott teológiát hallgatott. 1941. június 22-én szentelték pappá Vácott.
Először Lajosmizsén (1941–1942), majd Kunszentmiklóson (1942–1943) volt hitoktató, ezt követően 1943-ban Debrecenben kórházlelkész. Első plébánosi kinevezését Homokra kapta, 1943-tól 1944-ig. A második világháború évei alatt (1944–1945-ben) tábori lelkészként szolgált, megjárta az orosz frontot, és rövid ideig hadifogoly volt Mariborban. Ezt követően ismét hitoktató volt Szentesen (1945–1947), illetve Hódmezővásárhelyen (1947–1948). 1948-tól 1956-ig Szentlőrinckáta, 1956-tól 1977-ig Izsák, 1977-től 1987-ig pedig a kecskeméti főplébánia (nagytemplom) plébánosa volt.

### Püspöki pályafutása
1979. március 5-én váci segédpüspökké nevezték ki. Lékai László esztergomi érsek szentelte püspökké 1979. április 30-án Budapesten. Jelmondata: In aedificationem Corporis Christi, azaz: Krisztus Testének építéséért.
Bánk József püspök nyugalomba vonulását követően, 1987. március 5-én megyés püspökké nevezték ki. Püspökségének idejére esett a rendszerváltás Magyarországon, ami a vallásszabadság nyomán a hitoktatás újjászervezését, majd II. János Pál pápa 1991-es magyarországi látogatására való felkészülést is lehetővé tette.
1992. február 11-én vonult nyugállományba. Kecskemétre vonult vissza. 2003. november 14-én hunyt el; november 25-én a Váci székesegyház altemplomában helyezték nyugalomra.

## Emléke
Izsákon, a kisizsáki kápolna falán Dinyés László domborműve őrzi emlékét. Kecskeméti szobája berendezéséből egyik első állomáshelyén, Szentlőrinckátán a plébánia épületében emlékszobát alakítanak ki.

## Elismerései
- Izsák első díszpolgára[8]